# Promin, Luțk
Promin (în ucraineană Промінь) este localitatea de reședință a comunei Promin din raionul Luțk, regiunea Volînia, Ucraina.

## Demografie
Componența lingvistică a localității Promin
     Ucraineană (99,05%)
     Alte limbi (0,95%)
Conform recensământului din 2001, majoritatea populației localității Promin era vorbitoare de ucraineană (99,05%), existând în minoritate și vorbitori de alte limbi.